# ترنس کیز
ترنس کیز (انگلیسی: Terence Keyes; ۲۸ مهٔ ۱۸۷۷ – ۲۶ فوریهٔ ۱۹۳۹) فرد نظامی اهل بریتانیا بود. وی همچنین برندهٔ جوایزی همچون نشان آنای مقدس (سنت آنا) شده‌است.